# Saissetia chitonoides
Saissetia chitonoides är en insektsart som beskrevs av De Lotto 1963. Saissetia chitonoides ingår i släktet Saissetia och familjen skålsköldlöss.
Artens utbredningsområde är Tanzania. Inga underarter finns listade i Catalogue of Life.